# Biegi narciarskie
Biegi narciarskie (także: biegi płaskie, dla odróżnienia od całkowicie innej dyscypliny zimowej – biegów zjazdowych) – sport zimowy popularny w krajach z rozległymi zaśnieżonymi terenami, głównie w północnej Europie oraz Kanadzie. Popularność tego sportu szybko rośnie także w Stanach Zjednoczonych, Rosji, Polsce i krajach Europy Środkowej.
Biegi narciarskie wraz ze skokami narciarskimi oraz kombinacją norweską (połączenie biegów i skoków) należą do rodziny sportów narciarstwa klasycznego. Biegi stanowią również element narciarskiego biegu na orientację, triatlonu zimowego oraz biathlonu.
Współczesne biegi narciarskie wyodrębniły się z pierwotnego narciarstwa rozumianego jako jeden ze sposobów przemieszczania się w terenie pokrytym śniegiem. Współcześnie realizujące tę ideę narciarstwo biegowe uprawiane poza specjalnie przygotowanymi trasami nazwane zostało narciarstwem backcountry (zwanym także narciarstwem przełajowym lub turystycznym).

## Biegi jako hobby i sport

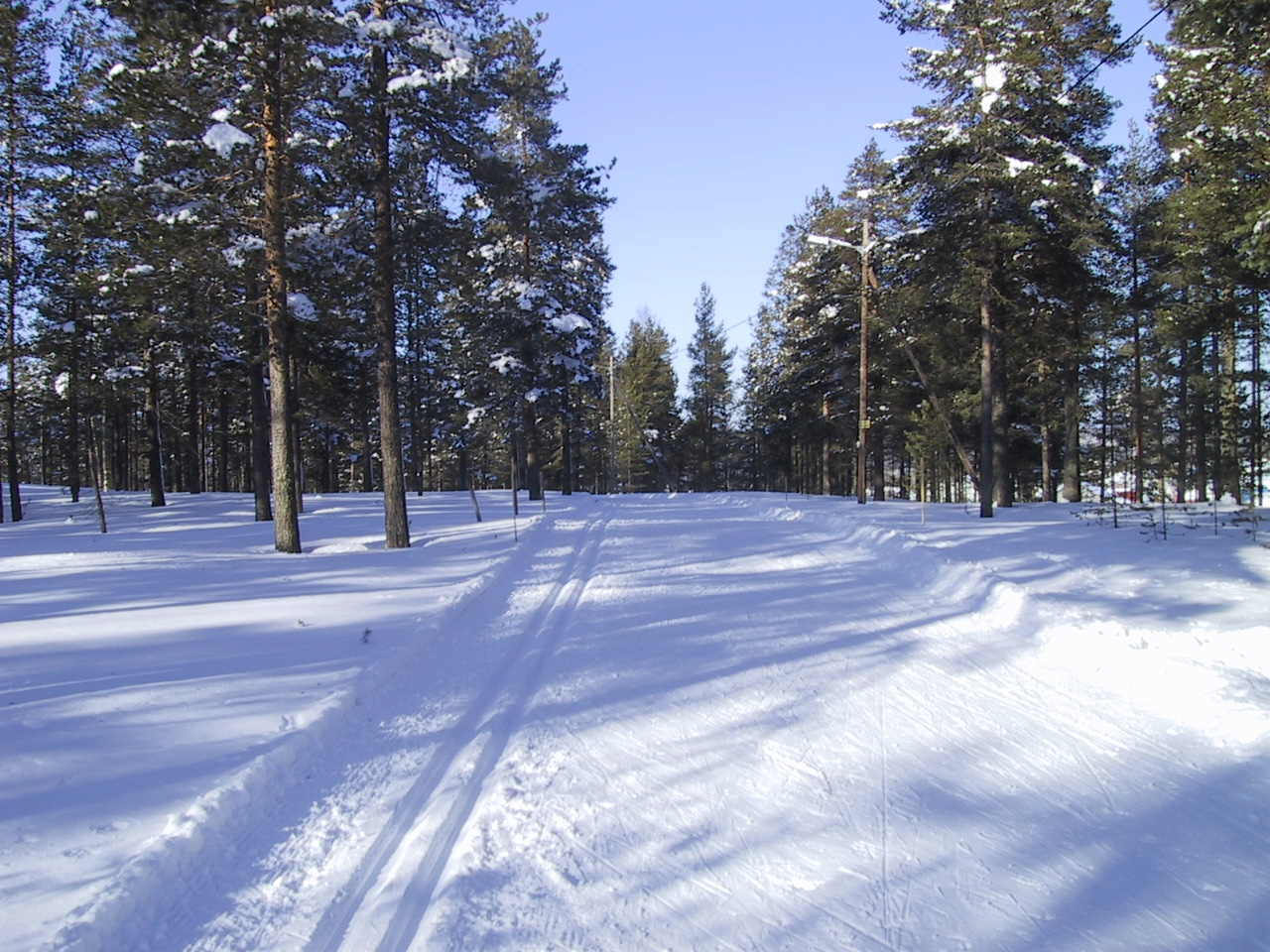
Przygotowane trasy biegowe

Biegi narciarskie wiele osób uprawia jako „piesze wycieczki na nartach”, zmagając się ze szlakami o różnych długościach i stopniach trudności. Niektórzy narciarze pokonują dłuższe trasy, wykorzystując namioty i sprzęt turystyczny, podczas gdy inni biegają na stosunkowo krótkich szlakach, utrzymywanych przez kurorty narciarskie.
W sporcie biegi narciarskie są jedną z trudniejszych konkurencji wytrzymałościowych, angażującą wszystkie główne partie mięśni. Sport ten, obok wioślarstwa i pływania prowadzi do spalania największej ilości kalorii w jednostce czasu. Nowoczesne zawody w biegach narciarskich dostosowane są do wymagań publiczności. Pierwszą tego typu zmianą było wprowadzenie konkurencji sprinterskich w Pucharze Świata, igrzyskach olimpijskich oraz na mistrzostwach świata. Później powstały biegi ze startu wspólnego, sprinterskie, pościgowe i sztafetowe.
Konkurencje w Pucharze Świata, igrzyskach olimpijskich i mistrzostwach świata:
| - Kobiety: - sprint 1 km – 1,8 km - sprint drużynowy 2 × 1 km - 10 km - bieg łączony 7,5 km + 7,5 km - bieg 30 km ze startu wspólnego - bieg sztafetowy 4 × 5 km | - Mężczyźni: - sprint 1 km – 1,8 km - sprint drużynowy 2 × 1 km - 15 km - bieg łączony 15 km + 15 km - bieg 50 km ze startu wspólnego - bieg sztafetowy 4 × 10 km |

### Zawody w biegach

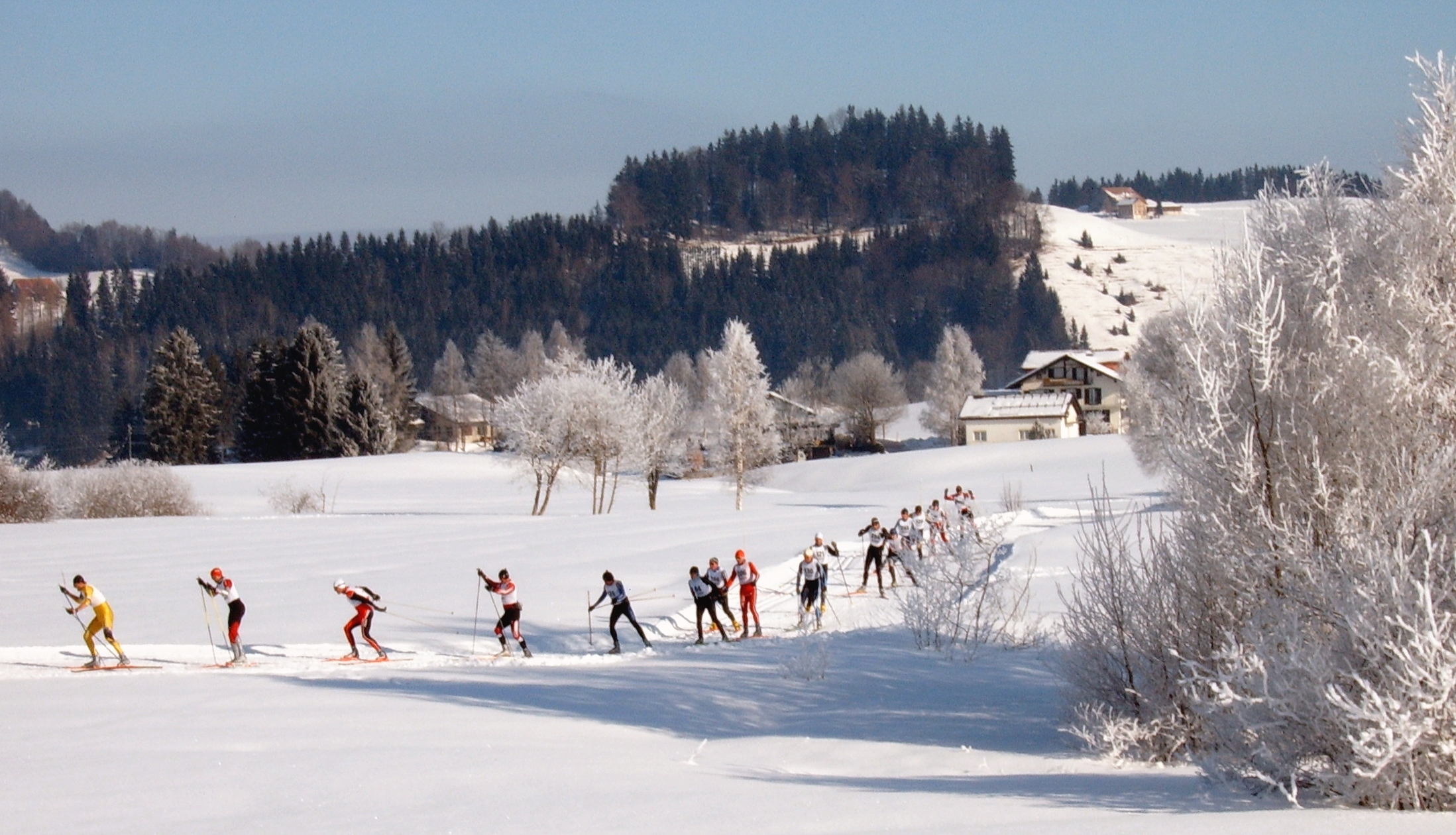
Biegi narciarskie (techniką dowolną) w Einsiedeln, Szwajcaria

Współcześnie funkcjonuje kilka typów zawodów w biegach narciarskich, w skład których wchodzą biegi różnego typu i długości, włączając w to również biathlon, będący połączeniem biegów narciarskich i strzelania do celu.
Zimowe igrzyska olimpijskie, mistrzostwa świata w narciarstwie klasycznym oraz zawody Pucharu Świata (wraz z Holmenkollen ski festival) skupiają czołówkę zawodników. Występują także biegi specjalne, na różnych dystansach, tzw. maratony narciarskie, np. Bieg Wazów w Szwecji, Birkebeinerrennet w Norwegii, Canadian Birkie w Kanadzie i Tug Hill Tourathon w Stanach Zjednoczonych.
Techniki biegu w tych wyścigach mogą być używane zamiennie lub, w przypadku tzw. biegów łączonych, dwie techniki są używane w biegu (ze zmianą sprzętu w połowie dystansu).
Pomimo swej nazwy, Canadian Ski Marathon nie jest wyścigiem. Uczestnicy wybierają dystans i starają się go ukończyć (maksymalnym dystansem jest 160 km, co czyni ten maraton najdłuższym biegiem na świecie). Największym zaszczytem jest otrzymanie nagrody Coureur de Bois Gold przyznawanej tym, którzy pokonali cały dystans, spędzili noc w namiotach, oraz przynieśli ze sobą całe wyżywienie i sprzęt.

## Historia

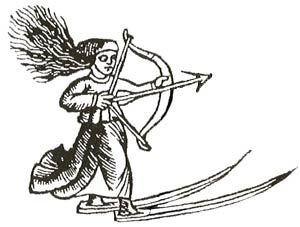
Mieszkanka Laponii lub bogini według Olausa Magnusa

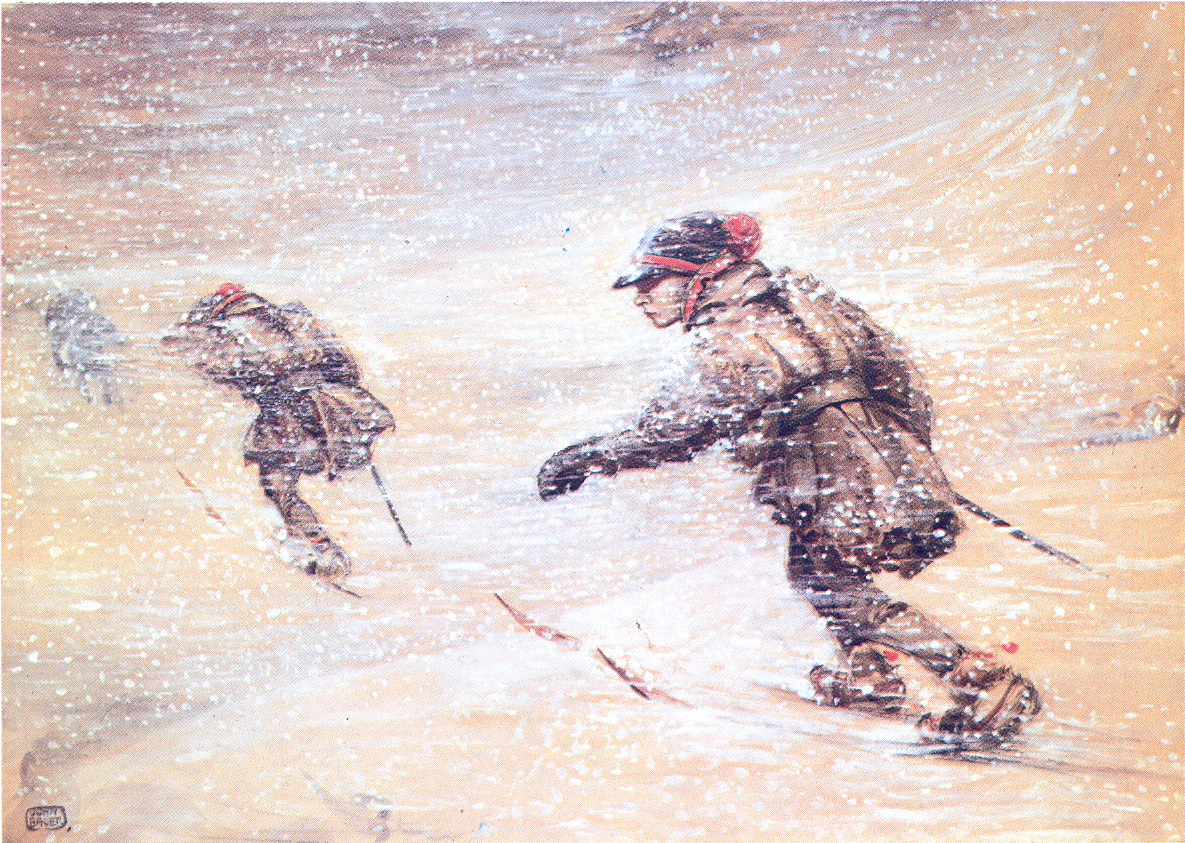
John Bauer, Biegacze w śnieżycy

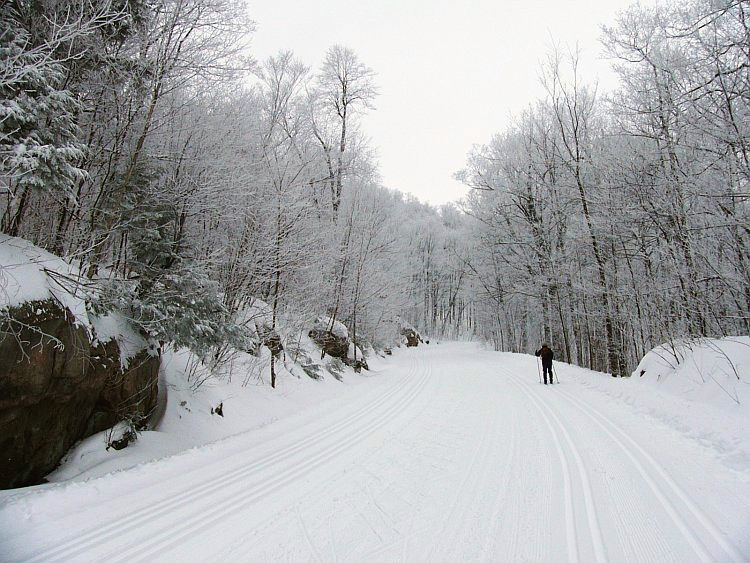
Trasy biegowe w Gatineau Park, Quebec

Biegi narciarskie zostały zapoczątkowane w krajach Półwyspu Fennoskandzkiego w czasach prehistorycznych. Były one nadal szeroko praktykowane w XIX wieku jako sposób transportu podczas zimy. Polowania na łosie, jelenie i inne zwierzęta odbywały się właśnie na nartach. Obecnie prawie każdy mieszkaniec krajów z bogatymi tradycjami narciarskimi, takich jak Norwegia, Szwecja, Finlandia i Estonia, używał, bądź regularnie używa nart biegowych.
Natomiast w Ameryce Północnej myśliwi i zbieracze, którzy potrzebowali wolnych rąk by móc chodzić po głębokim śniegu w lasach, używali rakiet śnieżnych. Narty były używane sporadycznie przez Indian, którzy pokonywali podobne odległości jak Skandynawowie. Do rozwoju biegów narciarskich przyczynili się tam norwescy emigranci Snowshoe Thompson i Jackrabbit Johannsen.
Do Polski zorganizowane narciarstwo biegowe dotarło na przełomie XIX i XX wieku. W szerzeniu tego sportu największe zasługi mają Józef Schnaider w Karpatach Wschodnich i Stanisław Barabasz w Tatrach. W 1919 powstał Polski Związek Narciarski.
W takiej formie narciarstwo było stosowane przez zwiadowców. Wszystkie armie państw skandynawskich posiadały specjalnie wytrenowaną do biegów narciarskich piechotę na operacje zimowe. Narty dawały ważną podczas wojny zimowej mobilność, która pozwalała na pobicie dużej armii Sowietów przez małe grupy Finów. Podobne taktyki były w przeszłości stosowane wielokrotnie także przez Finów i mieszkańców Karelii. Dawne wojska narciarskie były wyposażone w kusze i kijki narciarskie posiadające zaostrzone końce.
Tradycyjnie całe wyposażenie było wyrabiane z naturalnych materiałów: drewniane narty i bambusowe kijki ze skórzanymi paskami. Stosowanym obuwiem były wytrzymałe, skórzane buty z wąską podeszwą. Wiązania ewoluowały od prostych pasków zrobionych z cienkich, skręconych, drewnianych nici, poprzez wiązania na zatrzaski z przodu i z tyłu buta aż do szczurzych pułapek z zatrzaskami z przodu buta i wielu innych, różnych, nowoczesnych zapięć.
Pierwsze zawody w biegach narciarskich (oraz w narciarstwie zjazdowym i skokach narciarskich) były organizowane już w połowie XIX wieku, w Norwegii. Od 1922 istnieje jeden z najbardziej znanych maratonów narciarskich, Bieg Wazów. W latach 70. zaczęto organizować masowe biegi narciarskie, w których uczestniczyli zarówno zawodowcy, jak i amatorzy. W 1981 powołano Worldloppet, organizację skupiającą największe narciarskie biegi masowe na świecie.

## Sprzęt

### Narty i kijki
Narty biegowe są długie i cienkie. Wykorzystują one dla zwiększenia prędkości ciężar biegacza. Zazwyczaj narty te mają około 2 metrów długości, 5 cm szerokości przy wiązaniu, i od 1 do 4 cm szerokości w różnych miejscach narty. Są one przystosowane do wzrostu i wagi biegacza, w zależności od wyglądu i celu przeznaczenia.
Podobnie jak w narciarstwie alpejskim biegacze narciarscy mają ze sobą dwa kijki, zazwyczaj wykonane z aluminium lub włókna szklanego. Droższe kijki są produkowane z włókna węglowego lub innego mocnego i lekkiego materiału. Kijek posiada kolec na końcu, stabilizujący jego położenie podczas biegu, oraz mały dysk z tworzywa sztucznego mający zabezpieczać przed zbytnim zagłębieniem się kijka w śniegu.
Na swobodny ruch pięty podczas biegu pozwalają wiązania zamocowane do czubka buta narciarskiego. Sprzęt różni się w zależności od techniki. Kijki używane podczas biegu techniką łyżwową są zazwyczaj dłuższe niż te używane w technice klasycznej. Zazwyczaj kijki używane w technice łyżwowej powinny sięgać biegaczowi do podbródka lub do oczu (w zależności od jego upodobań). Długość takiego kijka można obliczyć mnożąc wzrost narciarza przez 0,7. Kijki wyższej klasy dodatkowo posiadają wyprofilowany uchwyt, kijki prawy i lewy różnią się wówczas od siebie.

### Wiązania i buty

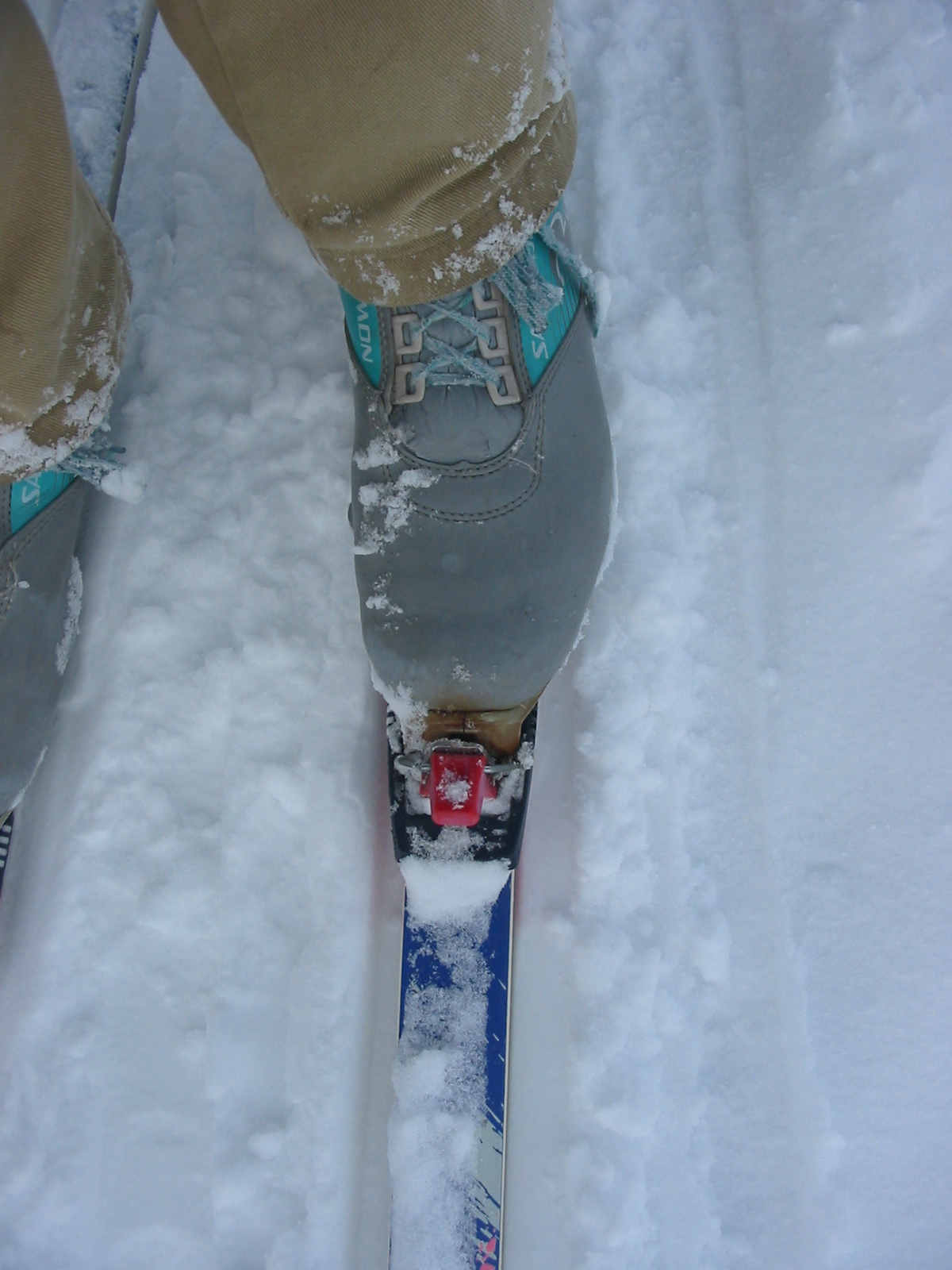
Wiązania SNS oraz buty wyprodukowane przez firmę Salomon

W odróżnieniu od narciarstwa alpejskiego, w biegach nie wszyscy producenci stosują jeden standard. W efekcie nie każdy but biegowy pasuje do każdego wiązania.
Obecnie na rynku występują 4 systemy wiązań:
- NNN (New Nordic Norm)
- SNS (Salomon Nordics System) Profil
- SNS Propulse
- SNS Pilot

W systemach NNN i SNS jest stosowana grupa wiązań BC (backcountry). W tego typu wiązaniach fragment buta w wiązaniu jest szerszy oraz pasek przy czubku buta jest dłuższy i grubszy, co daje większą stabilność i szybkość oraz zmniejsza ruchy buta na boki. Te czynniki są szczególnie ważne podczas używania sztywniejszych butów i cięższych nart stosowanych w bieganiu backcountry.
Ta różnorodność systemów wiązań, z których żadne nie są zgodne z pozostałymi, jest źródłem frustracji biegaczy. Różni producenci wytwarzają inne systemy. W odróżnieniu od narciarstwa alpejskiego, w którym występują takie same systemy wiązań, do których pasuje każde obuwie narciarskie, w biegach narciarskich sportowcy muszą dobierać systemy wiązań do rodzaju butów. Podczas zmiany obuwia biegacz ma wybór ograniczony przez system posiadanego zapięcia.

#### Nordic Norm 75 mm
Wiązania NN75 (Nordic Norm 75 mm), zawierające trzy niewielkie bolce w podstawie pojawiły się w 1971. Niektóre typy wiązań posiadały także kable. Były one niegdyś bardzo popularne. Wcześniej używane było klasyczne wiązanie z 1927. Wiązania tego typu charakteryzują duża trwałość i odporność na uszkodzenia. Są one jednak bardzo ciężkie i nie wykorzystują całej energii wkładanej w bieg na ruch narty; dlatego nie są popularne w biegach narciarskich. Stosuje się je już tylko w technice backcountry i w bieganiu telemarkiem.

#### New Nordic Norm
Rottefella rozwinęła wiązania NNN i zezwoliła na produkcję tego typu wiązań firmom takim jak: Rossignol, Madshus, Atomic oraz, począwszy od 2007 także austriackiemu Fischerowi. Wśród wiązań tego typu znajdują się wiązania BC (backcountry), wiązania R3 Skate do stylu łyżwowego, R3 Classic do stylu klasycznego oraz R4 NIS (Nordic Integrated System).
W systemie NIS wymagane są narty ze stale połączoną płytą montażową. Pozwala to na przymocowanie wiązania bez użycia połączeń śrubowych, dzięki temu narciarz może łatwiej ustawić pozycję wiązania uwzględniając środek ciężkości narty, co jest przydatne w różnych warunkach śniegowych. Buty dla systemu NNN są produkowane przez Alpina Sports, Madshus, Rossignol oraz, od 2007, także przez austriackiego Fischera. Wiązania typu R3 i R4 są używane przez zawodników Pucharu Świata używających systemu NNN. Wszystkie wiązania systemu NNN posiadają dwie podłużne krawędzie, które wystają od spodu wiązania, łączące się z odpowiednimi otworami w bucie.
Różnice pomiędzy systemami SNS i NNN są niemal niezauważalne dla zwykłego biegacza. Wybór wiązania zależy więc głównie od tego, które wiązania pasują do posiadanego obuwia.
Wiązania R4 NIS (Nordic Integrated System), wykonywane przez Rottefella i Rossignola są nowszą wersją wiązań New Nordic Norm. Są one zgodne z każdą parą butów NNN, ale mogą być używane wyłącznie z nartami mającymi stale połączoną płytę montażową, produkowanymi tylko przez firmy Rossignol, Madshus i Fischer. Wiązania NIS weszły na rynek w 2005.

#### Salomon Nordic System Profil

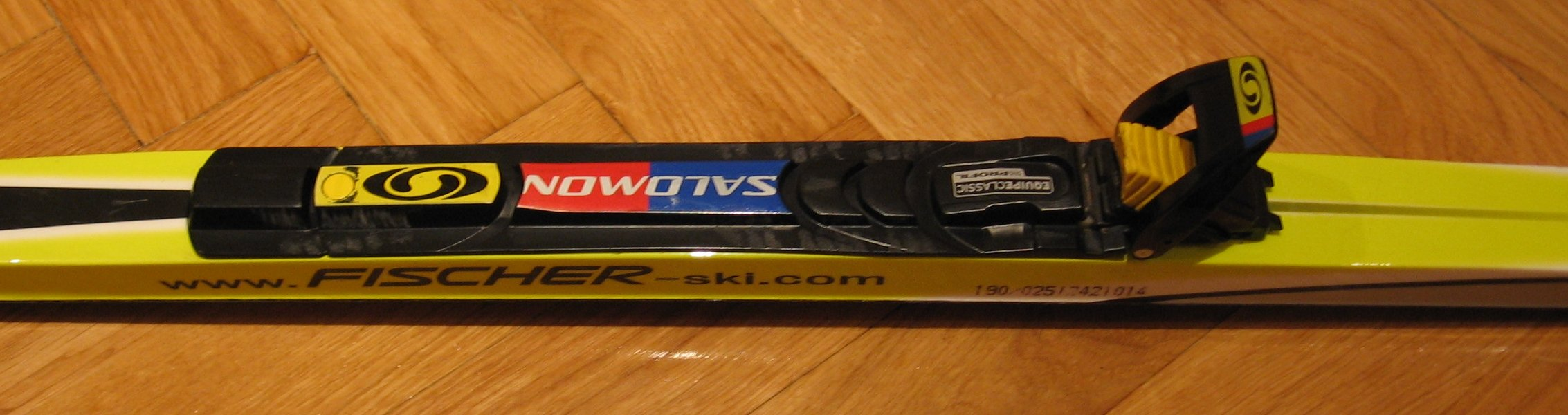
Wiązania SNS Profil firmy Salomon

Wiązania SNS (Salomon Nordic System) są produkowane przez firmy Salomon i Fischer. Buty zgodne z tym systemem wiązań są wyrabiane przez Salomon, Atomic oraz One Way. Wiązania SNS Profil są używane zarówno do techniki łyżwowej, jak i klasycznej. W przeciwieństwie do wiązań SNS Pilot, w systemie Salomona występuje jedna, szeroka prowadnica z przodu podeszwy. Wiązania typu Pilot są wykorzystywane przez wielu różnych biegaczy w Pucharze Świata. Buty Profil pasują wyłącznie do wiązań Profil (nie pasują do wiązań Pilot). Buty Pilot można natomiast stosować również ze standardowymi wiązaniami Profil.

#### Salomon Nordic System Pilot
Wiązania SNS Pilot pasują do butów firm Salomon, Atomic, Adidas i Hartjes. Ten typ wiązań jest używany przez elitę światowych biegaczy. Wiązania Pilot są droższe od wiązań Profil o ok. 250 zł za parę. Mają one inne wersje dla technik łyżwowej i klasycznej. W butach z serii Pilot w podeszwie montowane są dwie belki. Jedna znajduje się w czubku buta, druga ok. 2,5 cm za nią w miejscu, gdzie stopa unosi się podczas biegu. Drugą belkę na stałe łączy z wiązaniem metalowe ramię (seria SNS Pilot Skate). Wiązania Pilot Skate, w odróżnieniu od systemu Profil, posiadają dwa punkty mocowania, co dodatkowo stabilizuje nartę. Wiązania Pilot Classic (wypuszczone na rynek pod koniec sezonu 2005/2006) nie posiadają gumowego odbijacza, występującego w wiązaniach systemu NNN i w serii SNS Profil. W wiązaniu tym ramię sprzężone jest ze sprężyną dociągającą but do zapięcia po odbiciu. W odróżnieniu od gumowych odbijaczy, sprężyna dzięki regulacji jej naciągu pozwala na dopasowanie naprężenia do warunków śniegowych.
Prócz linii wiązań SNS Profil oraz SNS Pilot, produkowane są także systemy wiązań X-Adventure stosowane do biegania backcountry.

### Woski
Istnieje szeroka różnorodność wosków w narciarstwie klasycznym. Woski te mogą być podzielone na woski poślizgowe, woski odrzutowe, klistery oraz taśmy woskowe.

#### Woski poślizgowe
Woski poślizgowe są stosowane dla zmniejszenia oporów poślizgu; są one nakładane na nartę poprzez prasowanie. Ich cena zależy od jakości; woski przeznaczone na zawody mogą być bardzo drogie, ponad 100 USD (ok. 250 zł) za 60-gramowy blok wosku. Woski są zazwyczaj dostępne w postaci bloków, chociaż występują także sproszkowane i płynne. Woski poślizgowe są nakładane w nartach klasycznych na całej narcie prócz strefy odbicia narty, a w nartach do techniki łyżwowej na całej długości narty. Są to jedyne woski stosowane na nartach do biegu techniką dowolną.

#### Woski odrzutowe

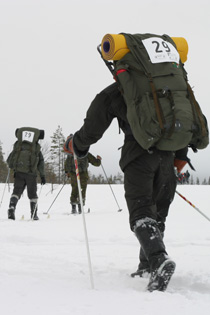
Bieganie po głębokim śniegu może być bardzo trudne, bardzo ważne jest więc odpowiednie dobranie wosków

Celem wosków odrzutowych jest zapewnienie przyczepności do śniegu podczas przenoszenia ciężaru na nartę; są używane tylko do nart klasycznych. Woski odrzutowe są nakładane w strefie odbicia narty klasycznej (gdy narta nie jest bezwoskowa).
Woski odrzutowe są podzielone ze względu na twardość. Twarde woski mają zastosowanie w świeżym, zmrożonym śniegu. Zbyt twardy wosk nie daje wystarczającej przyczepności, zbyt miękki powoduje tworzenie się lodu, który spowalnia narciarza. Nierzadko nowa warstwa wosku jest nakładana podczas zmian pogody lub wchodzenia na inną wysokość.
Woski odrzutowe zapewniają przyczepność poprzez przenikanie do śniegu podczas przenoszenia ciężaru ciała na nartę. Zmrożony, świeży śnieg jest twardszy. Bardziej odpowiednim woskiem jest zazwyczaj ten bardziej miękki, mogący zapewnić przyczepność przy jednoczesnym zapobieganiu przyklejaniu się śniegu do narty.
Woski te są zazwyczaj oznaczone kolorami oznaczającymi temperaturę, w której się je stosuje: czerwony dla wosków stosowanych podczas temperatury powyżej 0 °C oraz niebieski dla tych stosowanych podczas temperatur ujemnych. Jest także wiele innych odcieni symbolizujących węższe zakresy temperatur: od fioletowego dla temperatur w okolicach 0 °C, poprzez zielony dla –10 °C do białego dla temperatur poniżej –15 °C.
Dobór odpowiedniej twardości wosku może być trudny. Zróżnicowane warunki śniegowe mogą też spowodować, że po przebiegnięciu kilkuset metrów dobrze dobrany wosk może się stać nieodpowiedni. Ponadto, śnieg na ubitej trasie zazwyczaj różni się od tego leżącego obok trasy i właśnie dla ubitego śniegu odpowiednim woskiem będzie ten bardziej miękki.
Obecnie wybór odpowiedniego wosku w zależności od różnych warunków atmosferycznych nie jest już tak trudny dzięki zastosowaniu taśm woskowych, które posiadają dużą tolerancję temperaturową i są stosunkowo łatwe do nakładania. Taśmy nakładane są na strefę odbicia narty. Na takiej taśmie można przebiec ok. 100–200 km. Ma ona szeroki zakres temperatur (od –20 °C do +5 °C). Może być też zdjęta na koniec dnia i przechowywana w nawoskowanym papierze. Taśmy woskowe nie są jednak stosowane przez zawodowców, którzy wolą optymalne woskowanie; są odpowiednie do rekreacyjnego biegania.

#### Klistry
Kiedy śnieg leży już przez dłuższy czas i płatki śniegu tracą już swoją ostrość z powodu powtórnego zmrożenia wody, woski odrzutowe nie mogą nadal zapewnić przyczepności i stają się bezużyteczne. W takim przypadku stosowane są klistry (znane też jako klajstery), które zasadniczo są substancją podobną do kleju („klister” oznacza w języku szwedzkim „klej”). Klistry nie są zazwyczaj stosowane przez amatorów; są one bardzo lepkie. Są stosunkowo łatwe do nałożenia, jednak bardzo trudno je usunąć.
Profesjonaliści często utrzymują, że klistry najlepiej nakładać całą dłonią. Dłoń tę można wyczyścić poprzez umieszczenie jej w rękawicy i poczekanie do chwili, aż klister w tajemniczy sposób sam zniknie. Amatorzy często uciekają się do używania przedmiotów o odpowiednim rozmiarze. Ponieważ klister jest substancją organiczną, do jego usunięcia konieczne są apolarny rozpuszczalnik (np. benzyna) lub mydło. Sklepy bądź serwisy często oferują rozpuszczalniki własnej roboty do oczyszczania nart.
Klistry także są oznaczane kolorami; te oznaczone na czerwono są przeznaczone dla śniegu mokrego, a na niebiesko – dla śniegu zmrożonego.

### Narty bezwoskowe
Współcześnie narty bezwoskowe są szeroko rozpowszechnione pośród amatorów. Posiadają one łuski podobne do rybich lub inne, podobne wzory w strefie odbicia. Mają one zapewniać przyczepność. Narty bezwoskowe są gorszej jakości niż dobrze wyregulowane, nawoskowane narty, ale nie wymagają straty czasu i pieniędzy na znalezienie i nałożenie odpowiedniego wosku lub klistera. Niektórzy narciarze nakładają mimo wszystko warstwę wosku poślizgowego aby zapewnić gładkość ślizgu i chronić powierzchnię narty przed brudem i lodem. Są to specjalistyczne ciekłe woski produkowane specjalnie dla nart bezwoskowych. Zwykłe woski poślizgowe mogą być też nakładane na końcach narty.
Narty bezwoskowe są bardziej odpowiednie dla narciarzy biegających rekreacyjnie. Czasem są one jednak używane także przez zawodników w przypadku zróżnicowanych warunków śniegowych, uniemożliwiających optymalny dobór wosku. Bywało, że niektórzy zawodnicy używający takich nart pokonali innych stosujących zwykłe, woskowe narty podczas trudnych i zróżnicowanych warunków pogodowych.

## Style/techniki biegu

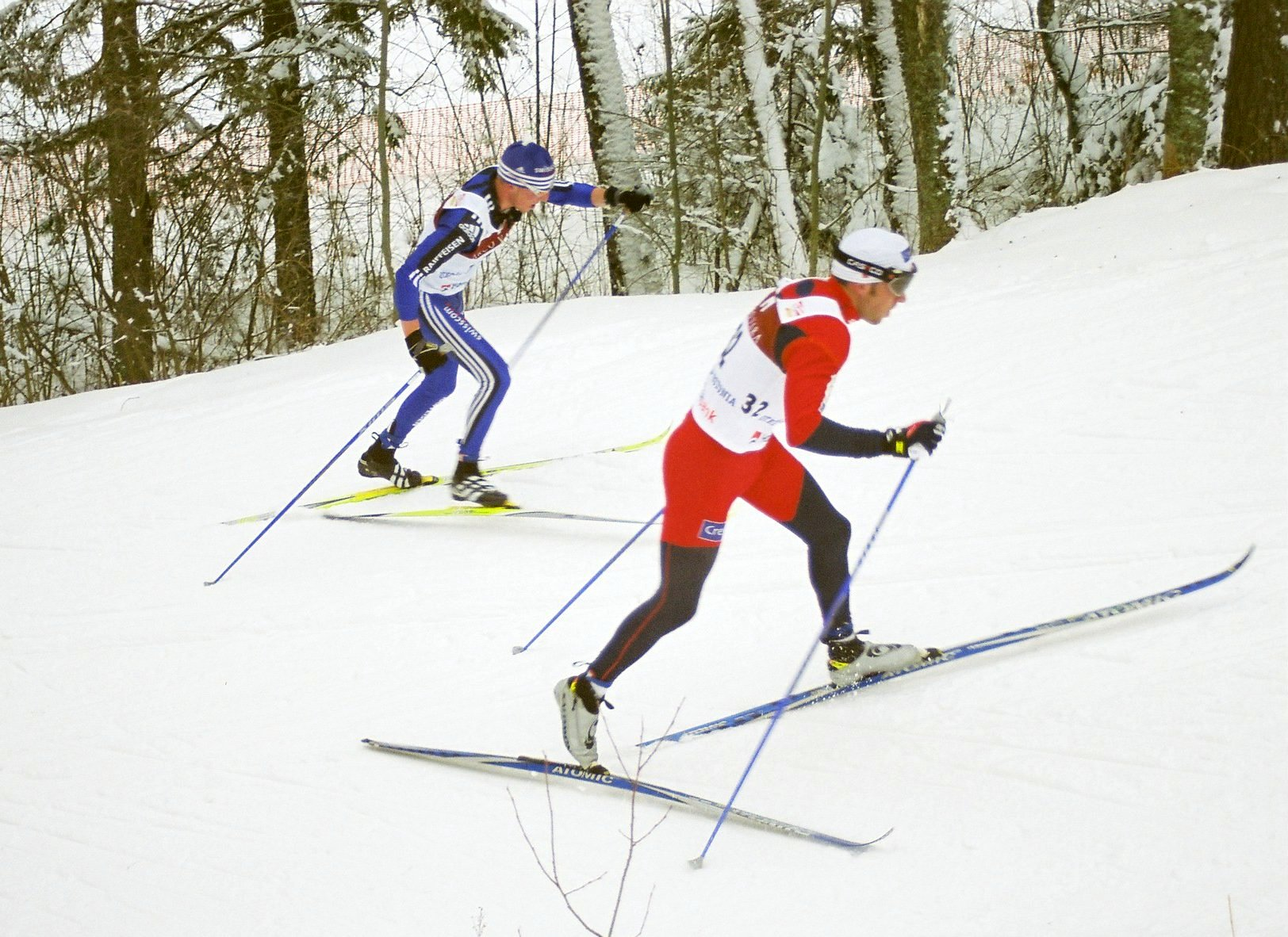
Anders Aukland podczas biegu jodełką

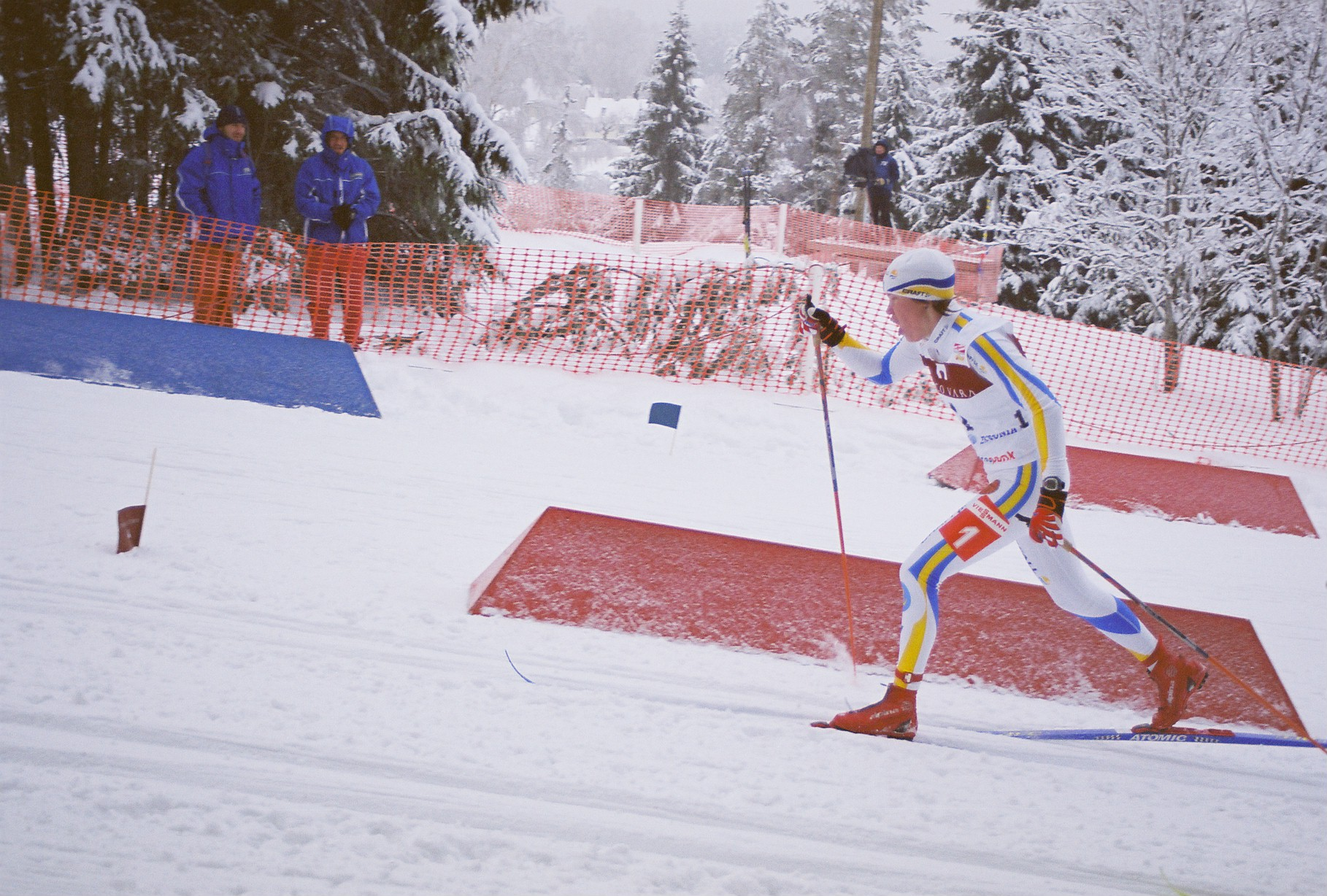
Lina Andersson podczas biegu skrzyżnego

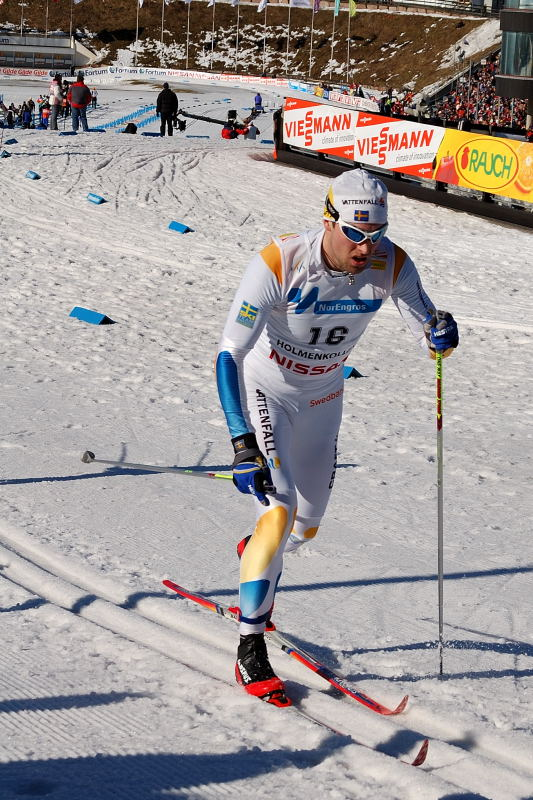
Jörgen Brink w biegu z odbiciem z użyciem kijków

Istnieją trzy główne style stosowane w biegach narciarskich: techniki klasyczna, łyżwowa i telemark. Do każdego stylu istnieje specjalnie do niego dostosowany sprzęt. Innym stylem, którego popularność wciąż rośnie, jest skijöring. Polega on na tym, że narciarz jest ciągnięty przez jednego lub więcej psów, a także przez inne zwierzęta (np. przez pojedynczego konia, ale także przez motocykl, skuter śnieżny itp.). Przez skijörerów stosowana jest zarówno technika klasyczna, jak i łyżwowa.

### Technika klasyczna
Technika klasyczna jest często używana na trasach ze specjalnie przygotowanymi torami (dwoma równoległymi rowkami wyciętymi w śniegu).
Narty przeznaczone do techniki klasycznej są odpowiednio wygięte. Pozwala to na łatwe odbicie się od śniegu wtedy, kiedy ciężar narciarza jest równomiernie rozkładany pomiędzy obie narty. Środkowa część narty posiada też „rybie łuski”, lub jest to miejsce, gdzie wosk przykleja się do śniegu (zwane też „strefą odbicia” narty). Kiedy cały ciężar biegacza jest przenoszony na jedna nartę, strefa odbicia dotyka śniegu. Woski poślizgowe są nakładane na obu końcach narty.
W tej technice zazwyczaj są używane długie, wąskie i lekkie narty. Kiedy narciarz oddala się od specjalnie przygotowanych torów stosuje się trochę szersze narty. Istnieją cztery główne sposoby biegu w technice klasycznej:
- tzw. jodełka (ang. herringbone), używana podczas stromych podbiegów. Polega ona na biegu z rozłożonymi nartami, bez żadnego ślizgu. Kijki znajdują się za nartami. W biegu jodełką na śniegu mocniej zaznaczony jest ślad po lewej stronie.

- tzw. klasyczny krok naprzemianstronny (ang. diagonal stride), styl polegający na ślizganiu się na jednej narcie podczas każdego kroku. Kijki są używane przy każdym kroku naprzemiennie z nartami (prawy kijek podczas ślizgu lewą nartą oraz lewy kijek podczas ślizgu prawą nartą). Doświadczeni narciarze używają tego sposobu podczas łagodniejszych podbiegów, ci mniej doświadczeni także na terenach płaskich.

- tzw. jednokrok krok polegający na odbijaniu się jedną nartą. Obydwa kijki są używane równocześnie aby dać większą siłę odbicia. Podczas gdy kijki są przenoszone do przodu, narciarz wykonuje odbicie jedną nartą. Technika ta jest używana wtedy, gdy prędkość jest zbyt duża aby zastosować bieg skrzyżny. Sposób ten zmusza jednak zawodnika do odpychania się obydwoma kijkami, a co za tym idzie – do większego wysiłku. Technika ta jest więc stosowana na bardzo łagodnych podbiegach lub u podnóża długiego wzniesienia, zaraz przed przejściem w bieg skrzyżny.

- tzw. bezkrok krok podobny do poprzedniego, tyle że bez odbijania się nartami. Używany jest głównie podczas długich i stosunkowo płaskich biegów, takich jak szwedzki Bieg Wazów.

Na zjazdach zawodnik przyjmuje podobną pozycję jak zjazdowcy w narciarstwie alpejskim.

### Technika łyżwowa

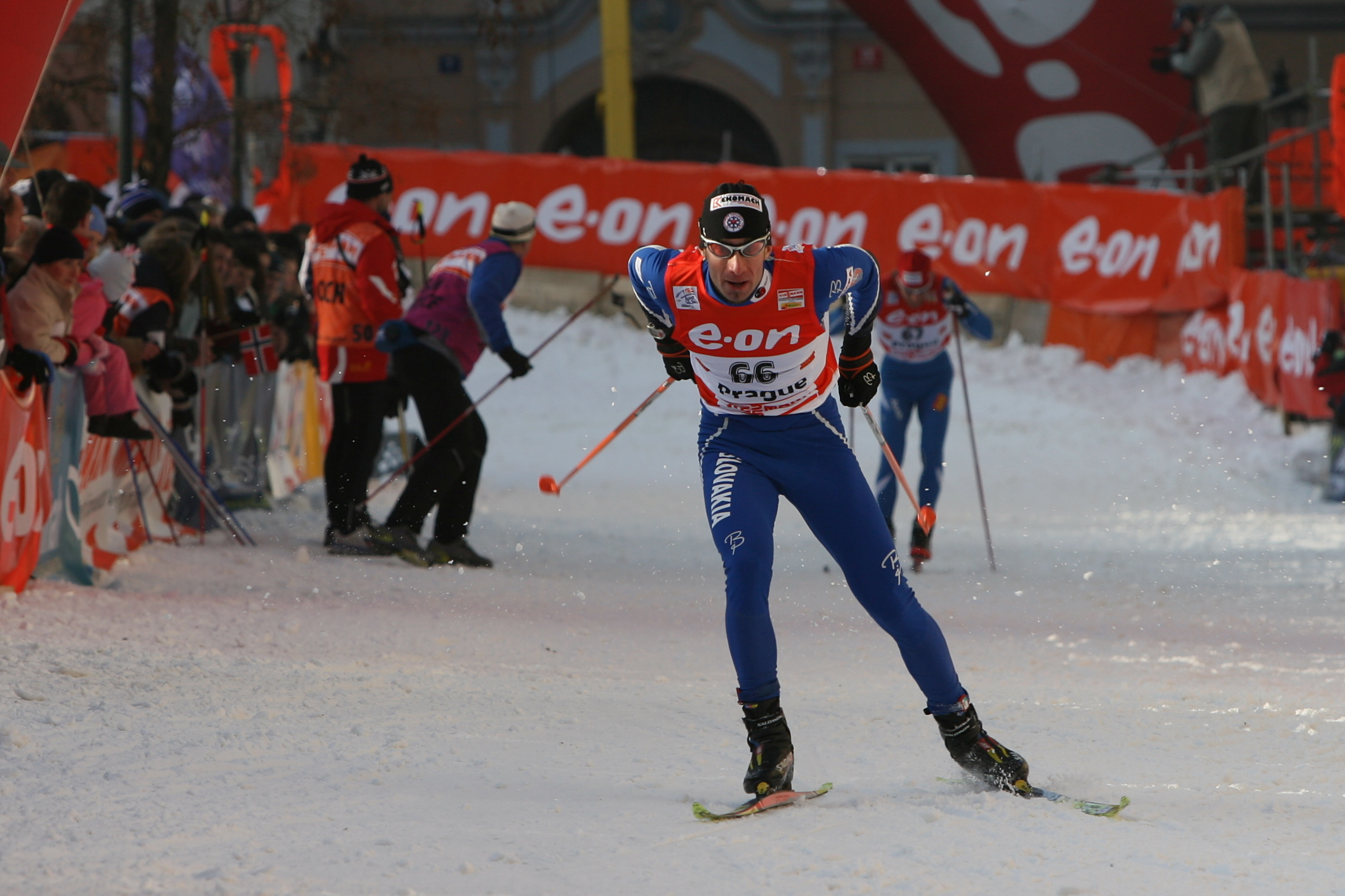
Michal Malak w technice łyżwowej podczas kwalifikacji do Tour de Ski 2007

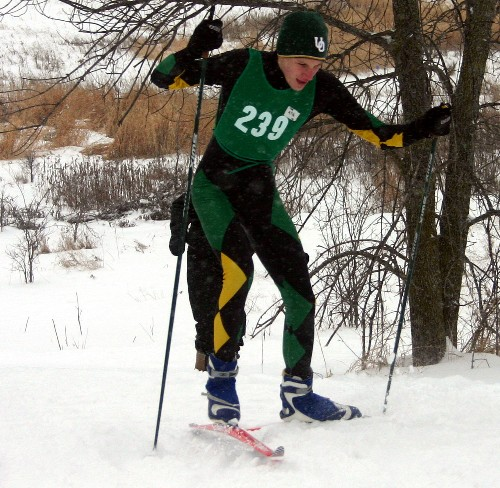
Bieg w technice dowolnej

Technika łyżwowa zmusza biegacza do odbijania jednej narty na zewnątrz. Narta ta stawiana jest pod kątem w taki sposób, że wewnętrzna jej krawędź jest prowadzona po śniegu, podobnie jak w łyżwiarstwie. Tak jak w technice klasycznej ciężar biegacza jest całkowicie przenoszony z jednej narty na drugą. Jest to podstawowa umiejętność potrzebna do nauki jazdy łyżwą. Osoby umiejące jeździć na łyżwach bądź rolkach uczą się szybciej techniki łyżwowej niż klasycznej.
Techniką łyżwową można biegać zarówno na specjalnie do niej przeznaczonych nartach, jak i na nartach mieszanych, dla obydwu technik. Podobna sytuacja występuje w przypadku obuwia narciarskiego – używane są zarówno buty specjalistyczne, przeznaczone tylko do techniki łyżwowej, jak i buty używane w obydwu stylach. Narty do techniki łyżwowej są zazwyczaj krótsze i twardsze niż te używane w stylu klasycznym. Różnią się także kijki, które dla stylu łyżwowego są dłuższe. Nie są też używane narty z rybią łuską oraz stosowane tylko w technice klasycznej woski odrzutowe.
Sposób biegu dostosowuje się do prędkości i ukształtowania terenu. Nie istnieją też żadne, ściśle określone dla nich nazwy:
- (ukośne V, łyżwa trenerska) technika podobna do klasycznej jodełki. Technika ta jest bardzo rzadko stosowana w wyścigach (wyjątkiem były bardzo strome podjazdy pod koniec Tour de Ski 2007).
- (V1, bieg offsetowy) technika polegająca na biegu nieco offsetowym, z użyciem dwóch kijków. Używana podczas podbiegów.
- (V2, łyżwa 1) technika używana podczas mniejszych i łagodniejszych podbiegów, polega na odpychaniu się oboma kijkami podczas każdego ślizgu.
- (alternatywne V2, łyżwa 2) technika używana na terenach płaskich i zjazdach, polega na odpychaniu się oboma kijkami co drugi ślizg.
- (V łyżwowe, bieg łyżwowy) technika używana na zjazdach, podczas jazdy z dużą prędkością, polega na bieganiu łyżwą bez użycia kijków.

Istnieją także różne odmiany i wariacje tych technik, m.in. technika polegająca na biegu w bardzo szybkim tempie i podskakiwaniu zamiast ślizgania się. Generalnie technika ta jest używana zamiennie z biegiem offsetowym, na krótkich podbiegach, ale także zamiast szybko bieganego V2.
Łyżwa jest odpowiednia tylko dla specjalnie przygotowanych tras, zbitego i wygładzonego śniegu lub śnieżnej ‘skorupy’ i zamrożonych, pokrytych śniegiem jezior lub rzek.
Technika łyżwowa jest szybsza niż technika klasyczna (z wyjątkiem bardzo trudnych warunków atmosferycznych – w bardzo niskiej temperaturze bieg w technice klasycznej może być nieco szybszy). Styl łyżwowy wykorzystuje też zupełnie inne partie mięśni. Technika zależy też od kraju: w niektórych krajach większość amatorów biega łyżwą, chociaż czołowi zawodnicy nadal uczą się i trenują w obydwu technikach.
W zawodach często biegi są różnicowane na te biegane w technice dowolnej (dopuszczając  wybór stylu przez zawodnika) oraz w technice klasycznej. Dawniej stosowana była tylko technika klasyczna, później zawodnikom pozwolono łączyć style. Duże wyścigi często są podzielone na biegi w technikach dowolnej i klasycznej; w obydwu kategoriach są przyznawane nagrody.

### Telemark
Telemark jest techniką pokonywania zakrętów podczas zjazdów w trakcie których pięty narciarza nie są przymocowane do nart, jak to ma miejsce w narciarstwie alpejskim. W narciarstwie biegowym technika jazdy telemarkiem jest wykorzystywana w jego odmianie backcountry, czyli poza przygotowanymi trasami. Termin telemark jest także nazwą niezależnej dyscypliny narciarskiej.

Szlaki biegów narciarskich Góry Izerskie – Rozdroże pod Cichą Równią